# Zjazd w Merseburgu (1002)
     Marchia Wschodnia (Marchia Saska)

Ziemie połabskie zasiedlone przez Obodrzytów, Wieletów oraz Serbołużyczan ok. 1000 roku
Marchia Wschodnia (Marchia Saska)

Zjazd w Merseburgu (niem. Hoftag von Merseburg) – spotkanie które odbyło się 24 lipca 1002 roku w Merseburgu, pomiędzy panami niemieckimi a Henrykiem II w celu złożenia hołdu owych możnowładców nowemu królowi Niemiec. W zjeździe uczestniczył Bolesław I Chrobry liczący na przyznanie mu ziem po Ekkehardzie I.

## Wstęp
23 stycznia 1002 roku zmarł 23-letni Otton III. Po władzę w Cesarstwie sięgnął jego stryj, książę bawarski Henryk II, książę szwabski Herman II i margrabia miśnieński Ekkehard I. W całych Niemczech wybuchł konflikt o władzę, który skłócił między sobą wielu feudałów niemieckich. Ekkehard I w toku walk o władzę w Niemczech został zamordowany 30 kwietnia 1002 roku. Tym samym zginął główny kandydat do tronu niemieckiego (wspierany zresztą przez Bolesława Chrobrego). Henryk II koronował się 6 czerwca 1002 roku na króla, zasiadł jako Henryk II na tronie niemieckim. Chrobry nie chciał czekać, aż Niemiec podyktuje mu warunki, tym bardziej, że Henryk II uzyskał w 1002 roku jedynie tron niemiecki, a na cesarski musiał czekać jeszcze 12 lat, więc w toku walk wewnętrznych na terenie Cesarstwa, Bolesław Chrobry zajął ziemie zamordowanego margrabiego Miśni, Ekkeharda I oraz Milsko i Łużyce.

## Przebieg i postanowienia
24 lipca 1002 roku rozpoczął się zjazd państwowy w Merseburgu, podczas którego wszyscy wybitniejsi panowie sascy złożyli królowi Henrykowi hołd. Uczestnikami zjazdu byli m.in. arcybiskup bremeński Libencjusz, arcybiskup magdeburski Gizyler, biskup Retar z Paderbornu, biskup Bernward z Hildesheimu, biskup Arnulf z Halbertstadu, biskup Ramward z Minden, biskup Idzi z Miśni, biskup Bernhard z Werden, biskup Hugo z Żytyc, książę saksoński Bernard, książę polski Bolesław Chrobry, margrabia Marchii Północnej Lotar, margrabia Marchii Łużyckiej Gero II, margrabia Henryk ze Schweinfurtu i wielu innych. Hołd lenny i przysięgę wiernej służby złożyli prawie wszyscy możnowładcy niemieccy, oprócz Ludgera. Chrobry zabiegał usilnie o nabycie grodu Miśni, choćby za największą sumę pieniędzy. Bolesław Chrobry zdołał uzyskać tyle, że Henryk II przyznał mu na prawie lennym Łużyce i Milsko, natomiast Marchię Miśnieńską wraz z grodem otrzymał brat Ekkeharda I, Guncelin.

## Zamach na Bolesława Chrobrego i skutki zjazdu
Efekt pracy dyplomatycznej zniweczył pewien incydent. Gdy Bolesław Chrobry z orszakiem opuszczał rezydencję Henryka II, został zaatakowany przez podburzony tłum. Ocalał dzięki pomocy saskich sprzymierzeńców, margrabiego Henryka ze Schweinfurtu i księcia saskiego Bernarda. Bolesław Chrobry zdołał uciec przez wyłamaną bramę, lecz jego ludzie ucierpieli. Zamach ten był prawdopodobnie (a raczej na pewno) zaplanowany przez Henryka II. Henryk II miał inną wizję uniwersalistycznego cesarstwa zachodniego niż zmarły Otton III, który chciał stworzyć państwo składające się z 4 królestw-filarów (Germania, Italia, Galia i Słowiańszczyzna), a Henryk II skreślił z tej koncepcji państwa Słowiańszczyznę, umieszczając ją poza trzema pozostałymi krainami. Prawdopodobnie po zjeździe gnieźnieńskim w 1000 roku Bolesław Chrobry miał jakieś wpływy w niemieckich sprawach wewnętrznych (np. obecność na zjeździe w Merseburgu), które Henryk II chciał ograniczyć. 
Kamil Janicki podaje w wątpliwość winę Henryka II. Argumentuje, że król nie organizowałby zamachu w samym Merseburgu, co od razu kierowało podejrzenia na jego osobę. Zamiast tego Janicki jako możliwą inspiratorkę wskazuje macochę Bolesława – Odę, którą wraz z dziećmi książę wygnał z Polski kilka lat wcześniej .
Po całym incydencie Bolesław Chrobry, wracając do Polski, spalił gród Strzałę i uprowadził jego mieszkańców, po czym przez swoich szpiegów próbował buntować poddanych Henryka II. Doprowadziło to do wojny.